# Ai Sa Si
Ai Sa Si, ook wel geschreven als Aisa Si, is een Surinaamse kaskawi- en kawinagroep. Ze wordt met Sukru Sani gezien als de meest vooraanstaande kawinagroepen in het laatste decennium van de 20e eeuw.

## Achtergrond
Ai Sa Si werd rond het begin van de jaren 1990 opgericht door onder meer Glenn Sno en bestond tot 1999. Andere zangers waren Carlo Aron (Caatje) en Sisa Agi. Johan Reyke was de manager en sponsor; de groep trad op in Suriname en erbuiten.
Rond 1994 had Ai Sa Si hits met Ba pinda en Teke doi. Een van de grootste hits was Faluma. Dit nummer kende ook buiten de band successen, met een cover in 1998 door Alison Hinds van de Barbadiaanse band Square One en in 1999 door de Rotterdams-Surinaamse groep Yakki Famirie.
In 2013 maakte de groep een comeback met een optreden voor duizenden bezoekers in het Flamboyant Park in Suriname; hieraan deden Carlo Aron en Sisa Agi mee. Glenn Sno ontbrak toen; hij was voor het eerst in 2017 weer in Suriname en gaf toen ook een optreden.